# Ситово (област Силистра)
Вижте пояснителната страница за други значения на Ситово.
Ситово е село в Североизточна България, област Силистра. То е административен център на община Ситово.

## География
Село Ситово се намира в област Силистра. Югозападно от него има няколко микроязовира.
В селото живеят приблизително 700 жители през 2021 г. Община Ситово е с население около 5100 жители.

## История
При избухването на Балканската война човек от Доймушлар е доброволец в Македоно-одринското опълчение.
През периода 1919 – 1940 година селото е под румънска власт, заедно с цяла Северна и Южна Добруджа. Според запазените писмени свидетелства районът е арена на нападения, опити за самоуправство и побой над завареното население от страна на колонисти от Македония.
До 1942 година селото носи името Доймушлар. Според местната традиция, днешното име Ситово е на самите хора – заможни, богати и сити.
След 9 септември 1944  в село Ситово, както и в страната се създават ТКЗС-та (Трудово-кооперативни земеделски стопанства), които по-късно стават АПК (Аграрно-промишлени комплекси). През 1991 г. те се разпадат и с дялов капитал се връща отнетото имущество на населението.

## Икономика
В село Ситово е разположен заводът на „Провими Ситово“ – сред най-големите фуражни заводи в Североизточна България. В близост до селото има свинекомбинат, който е сред най-големите в страната. В мандрата за сирене работят над 180 души. През 2016 г. е създаден и месокомбинат "Месони".
В селото има изградени 5 земеделски кооперации, които обработват земеделската земя в интерес на населението под аренден договор.
Училището за основно и средно образование и читалището са културният живот в селото.
Село Ситово разполага и с детска градина, пощенски клон, няколко магазина за хранителни стоки, футболен отбор и стадион за подготовка и участие на футболни турнири, басейн за общо ползване за населението в региона.
Извън селото има поставени панели за слънчева енергия.

## Забележителности
Ситово разполага с хубав парк, с който малко от големите градове биха се похвалили.
В района на Ситово има 2 язовира, 2 пещери и гора в края на селото, която е добро място за пикник. Местната ловна дружинка ЛРД–Ситово е една от активните групи когато настъпи ловният сезон и се грижи за дивите животни в селото.

## Други
На Ситово е наречена улица в квартал „Люлин“ в София (Карта).